# Phalaenopsis parishii
Espèce
Phalaenopsis parishii est une espèce d'orchidées du genre Phalaenopsis.